# Östra Grevie
Östra Grevie is een plaats in de gemeente Vellinge in het Zweedse landschap Skåne en de provincie Skåne län. De plaats heeft 436 inwoners (2005) en een oppervlakte van 41 hectare. In de plaats liggen een volkshogeschool en de kerk Östra Grevie kyrka, deze kerk is gebouwd tussen 1896 en 1897 in neogotische bouwstijl.

## Verkeer en vervoer
Bij de plaats loopt de Länsväg 101.
Vroeger had de plaats een station aan de nog bestaande spoorlijn Malmö - Trelleborg.
Höllviken · Skanör med Falsterbo · Vellinge · Ljunghusen · Hököpinge · Västra Ingelstad · Rängs sand · Gessie villastad · Östra Grevie · Arrie · Vellinge Väster ·  Södra Åkarp · Hököpinge kyrkby · Möllevången · Räng (west) · Mellan-Grevie · Norra Håslöv · Gessie · Räng · Kronan · Västra Grevie